# La Întâmplare!
So Random! (La întâmplare) este un serial de comedie lansat de Disney Channel pe 5 iunie 2011. Acesta a fost anuntat ca o serie independentă după ce Demi Lovato a părăsit seria principală, Sonny și steluța ei norocoasă, să își concentreze eforturile pe cariera de cântăreață. Seria prezintă ceilalți actori din Sonny și steluța ei norocoasă: Tiffany Thornton (Tawni Hart), Sterling Knight (Chad Dylan Cooper), Brandon Smith Mychal (Nico Harris), Brochu Doug (Grady Mitchell) și Ashley Arm Allisyn (Zora Lancaster) precum și a altor actori care vor reapărea în serie.
În Sonny și steluța ei norocoasă, Demi Lovato joacă rolul personajului principal, Sonny Munroe, un nou membru al spectacolului de comedie, sketch-ul La Întâmplare care este prezentat ca un "spectacol în spectacol". Seria a urmărit pe parcursul a două sezoane experiențele trăite de Sonny Munroe alături de colegii săi din sketch-ul "So Random!".
În octombrie 2010, Demi Lovato a urmat un tratament pentru "probleme psihice și emotionale," și în aprilie 2011 ea a confirmat faptul că ea nu se va mai întoarce în seria Sonny și steluța ei norocoasă pentru al treilea sezon. Ea a declarat că întoarcerea ei în serial nu ar fi benefică pentru recuperarea după acest tratament.
După plecarea lui Demi Lovato din serial, "So Random" a fost introdusă ca serie proprie care se va concentra mai mult pe satiră și comedie decât Sonny și steluța ei norocoasă. Filmarile pentru primul sezon au început pe 30 ianuarie 2011. Fiecare episod va cuprinde satira sketch-ul de comedie So Random precum și un spectacol muzical iar la final au invitat o vedetă din industria muzicală. Inițial fiind destinat ca al treilea sezon din Sonny și steluța ei norocoasă, Disney a început să descrie show-ul ca o serie separată după ce Demi Lovato a confirmat retragerea din serial.

## Personaje principale
- Tiffany Thornton ca Tawni Hart
- Sterling Knight ca Chad Dylan Cooper
- Brandon Mychal Smith ca Nico Harris
- Doug Brochu ca Grady Mitchell
- Allisyn Ashley Arm ca Zora Lancaster

## Personaje secundare
- Matthew Scott Montgomery ca Matthew Bailey
- Shayne Topp ca Shayne Zabo
- Damien Haas ca Damien Johanssen
- Grace Bannon ca Grace Wetzel
- Bridgett Shergalis ca Bridgett Cook
- Audrey Whitby ca Audrey Vale

## Staruri și artisti invitați
- Cody Simpson
- Greyson Chance
- Selena Gomez & the Scene
- Mitchel Musso
- Tony Hawk
- Mindless Behavior
- Far East Movement
- Colbie Caillat
- Coco Jones
- Jacob Latimore
- The Ready Set
- Kicking Daisies
- Dave Days
- Christina Grimmie

## Sursa
- http://en-gb.facebook.com/note.php?note_id=161875077211873